# 库赛·萨达姆·侯赛因
库赛·萨达姆·侯赛因·提克里蒂（阿拉伯语：قصي صدام حسين التكريتي，1966年4月17日—2003年7月22日），伊拉克前总统萨达姆·侯赛因次子，2000年被确认为其父的继承人。
库赛是萨达姆的次子，曾就读于巴格达大学政法学院，获法学学士学位。
库赛性格内向，沉稳老练，不事张扬，深得其父赏识。在其兄乌代·萨达姆·侯赛因遭枪击致残后的数年内，他逐渐接替了乌代的权力。除主管保障萨达姆及其家族、高级政治官员安全的特别安全组织，库赛还掌管着伊最精锐的“共和国卫队”和负责镇压国内叛变行为的“萨达姆敢死队”。此外他还受命掌管政府经济委员会工作，负责监督所有石油贸易和金融交易。
2003年，美军入侵伊拉克，推翻萨达姆政权。7月22日，美国陆军第101空降师的一个特遣部队包围了库赛、其兄长乌代以及库赛14岁儿子躲藏的位于伊拉克北部城市摩苏尔的一栋别墅。当时库赛是扑克牌通缉令梅花Ace的通缉人物，乌代为红桃Ace。双方起初有枪战，后来第101空降师用12发TOW炸死了乌代、库赛和保镖。JSOC第一次进去時被二楼的四人打伤4人就退出了别墅。然后就是101第2旅用白朗寧M2重機槍、Mk 19自動榴彈發射器、TOW和OH-58D和一架A-10雷霆二式攻擊機轰炸了2个钟头。最后JSOC第二次进去打死了14岁的穆斯塔法。经過约4小时的战斗后，美军總共发现了四具尸体。
美军后根据牙医纪录确认，其中两人证实为萨达姆·侯赛因的两个儿子。并宣布提供两人藏身地信息的线人将获得三千万美金的奖励。